# Berchères-Saint-Germain
 Berchères-Saint-Germain  es una población y comuna francesa, en la región de  Centro, departamento de Eure y Loir, en el distrito de Chartres y cantón de Chartres-Nord-Est.

## Demografía
| 357 | 325 | 367 | 446 | 594 | 682 |
| Para los censos de 1962 a 1999 la población legal corresponde a la población sin duplicidades (Fuente: INSEE [Consultar]) |     |     |     |     |     |